# Duty Now for The Future
Duty Now for the Future — другий студійний альбом  Американської групи  Devo , випущений в   1979 . У   'Billboard' чартах  він досягав №73 позиції.

## Трек лист
| #   | Назва                                | Автор                                             | Тривалість |
| --- | ------------------------------------ | ------------------------------------------------- | ---------- |
| 1.  | «Devo Corporate Anthem»              | Марк Мазерсбо                                     | 1:16       |
| 2.  | «Clockout»                           | Джеральд Касейл                                   | 2:48       |
| 3.  | «Timing X»                           | Марк Мазерсбо                                     | 1:13       |
| 4.  | «Wiggly World»                       | Боб Мазерсбо, Джеральд Касейл                     | 2:45       |
| 5.  | «Blockhead»                          | Боб Мазерсбо, Марк Мазерсбо                       | 3:00       |
| 6.  | «Strange Pursuit»                    | Джеральд Касейл, Марк Мазерсбо                    | 2:45       |
| 7.  | «S.I.B. (Swelling Itching Brain)»    | Марк Мазерсбо                                     | 4:27       |
| 8.  | «Triumph of the Will»                | Марк Мазерсбо, Джеральд Касейл                    | 2:19       |
| 9.  | «The Day My Baby Gave Me a Surprize» | Марк Мазерсбо                                     | 2:42       |
| 10. | «Pink Pussycat»                      | Марк Мазерсбо, B. Mothersbaugh                    | 3:12       |
| 11. | «Secret Agent Man»                   | П. Ф. Слоун, Стів Барі, аранжування Марк Мазерсбо | 3:37       |
| 12. | «Smart Patrol"/"Mr DNA»              | Джеральд Касейл, Марк Мазерсбо                    | 6:06       |
| 13. | «Red Eye»                            | Марк Мазерсбо, Джеральд Касейл                    | 2:50       |